# Дроз, Франсуа Ксавье Жозеф
Франсуа Ксавье Жозеф Дроз (1773—1850) — французский моралист и историк, член французской академии.
Впервые стал известен сочинением «Essai sur l’art d'être heureux» (1829; русский пер. «Искусство быть счастливым», 1831).
Главный его труд — «Histoire du règne de Louis XVI» (183 8—42). Сначала горячий поклонник сенсуалистической философии XVIII в., он в последних своих трудах все больше выступает в защиту католицизма. В этом духе написаны его: «Pensées sur le christianisme» (9 изд. 1860), к которым примыкают «Aveux d’un philosophe chrétien» (1844).
Написал ещё «De la philosophie morale» (5 изд. 1843), «Application de la morale à la philosophie et à la politique» (1825), «Economie politique» (1829).
П. А. Кропоткин в своей работе «Великая французская революция 1789—1793». (1909), охарактеризовал его — «реакционный историк».